# Batailles de l'Aa
Pour les articles homonymes, voir Bataille de Noël.
Première Guerre mondiale

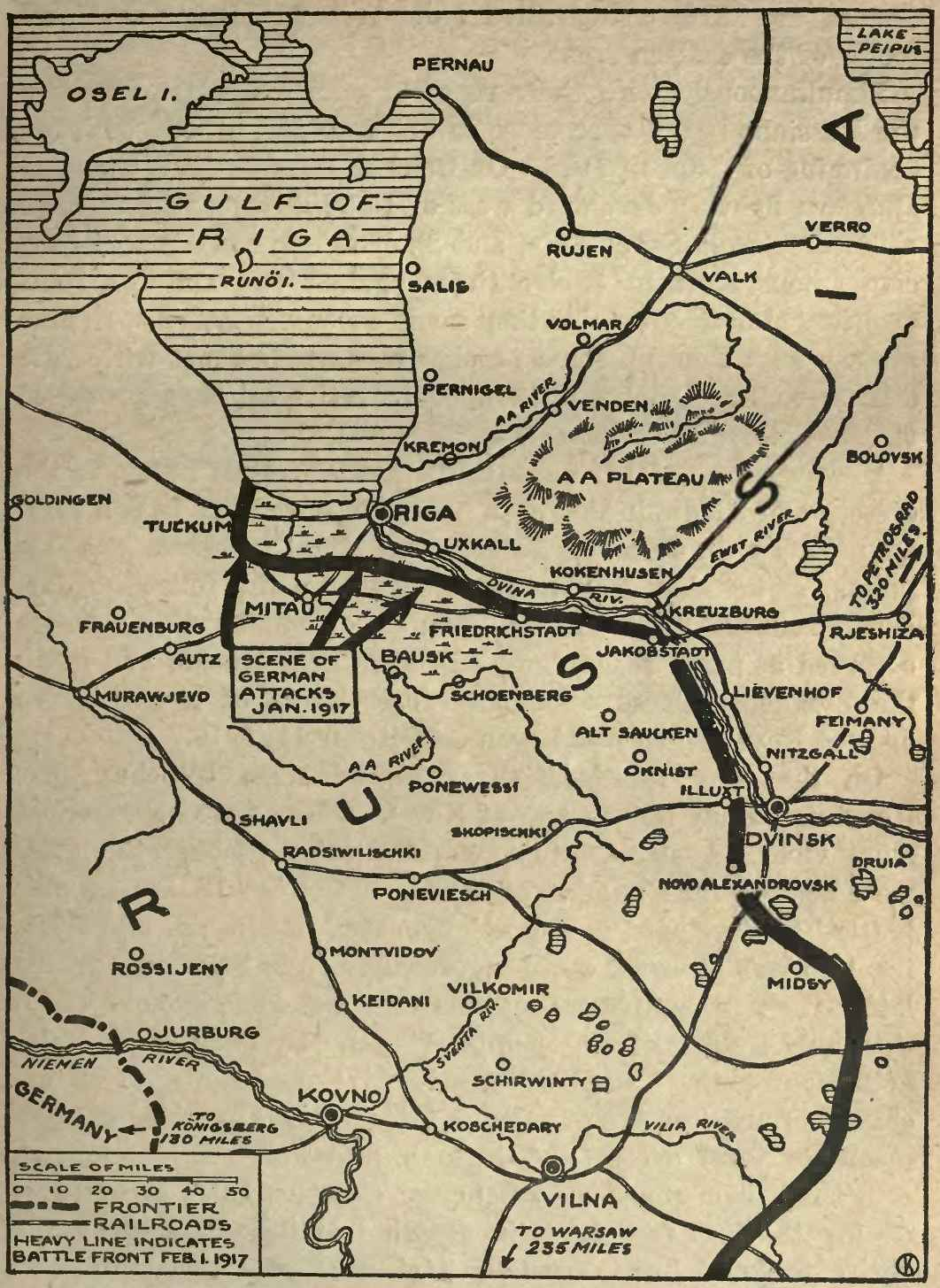
Front de Lettonie en 1917

Les batailles de l'Aa (Schlachten an der Aa en allemand) encore appelées bataille de Mitau (Митавская операция en russe) ou batailles de Noël (Ziemassvētku kaujas en letton), sont deux batailles corrélées de la Première Guerre mondiale livrées du 5 au 11 janvier 1917 (du 23 au 29 décembre 1916 dans le calendrier julien) et du 23 au 26 janvier 1917 au bord du fleuve Lielupe (en allemand : Kurländische Aa ou Aa de Courlande) en Lettonie.

## Contexte

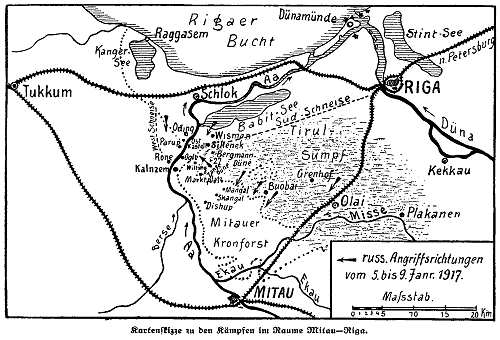
Batailles de l'Aa, janvier 1917

En octobre 1915, à l'issue de la Grande Retraite, l'armée impériale russe parvient à arrêter l'avance de l'armée allemande à une courte distance de Riga. La 8e armée allemande se retranche dans les marais de Tirel face à la 12e armée russe.

## Offensive russe

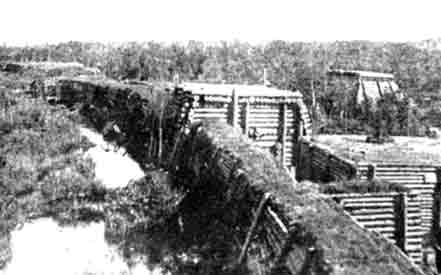
Fortifications allemandes dans les marais de Tirel, 1917

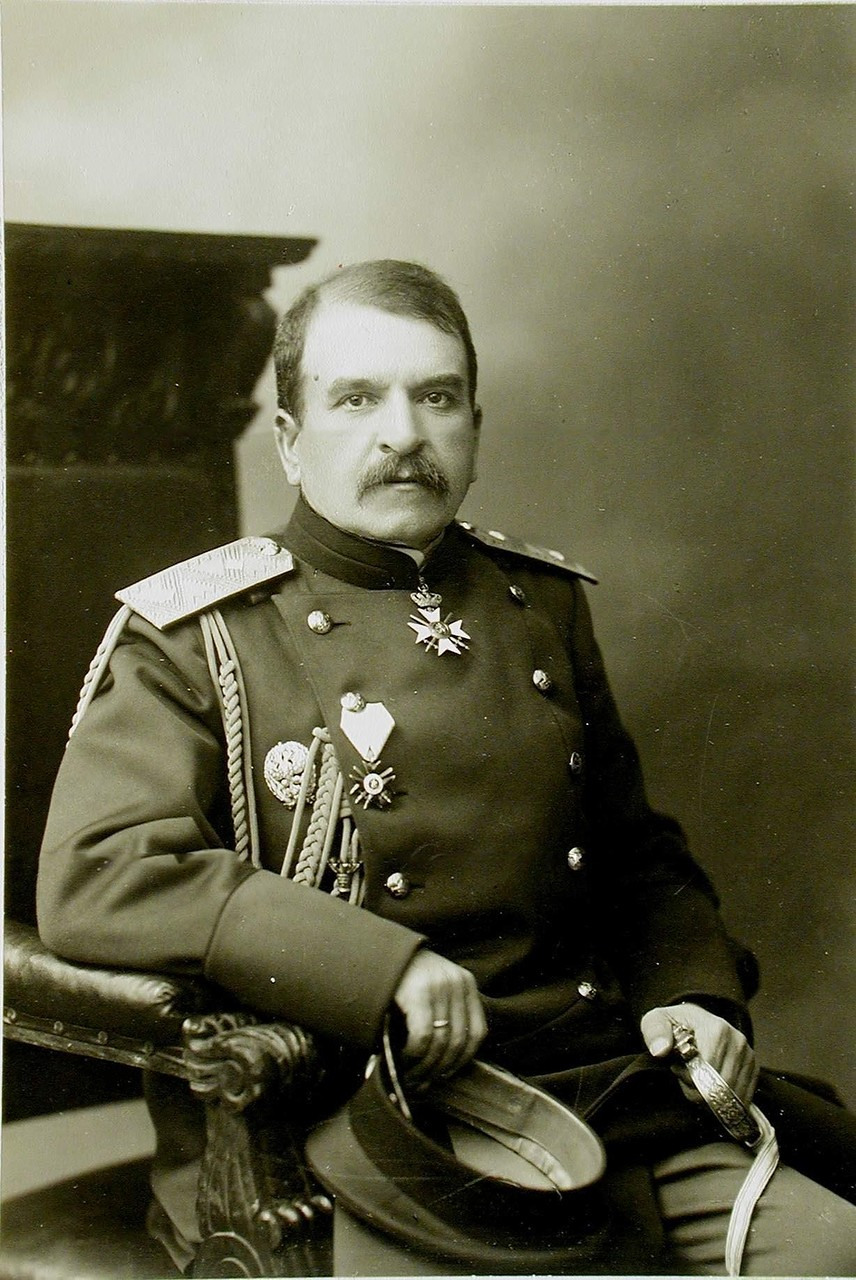
Radko Dimitriev (1859-1918)

Tirailleurs lettons dans les tranchées peu après les batailles de l'Aa

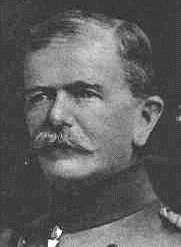
Friedrich von Scholtz (1851-1927)

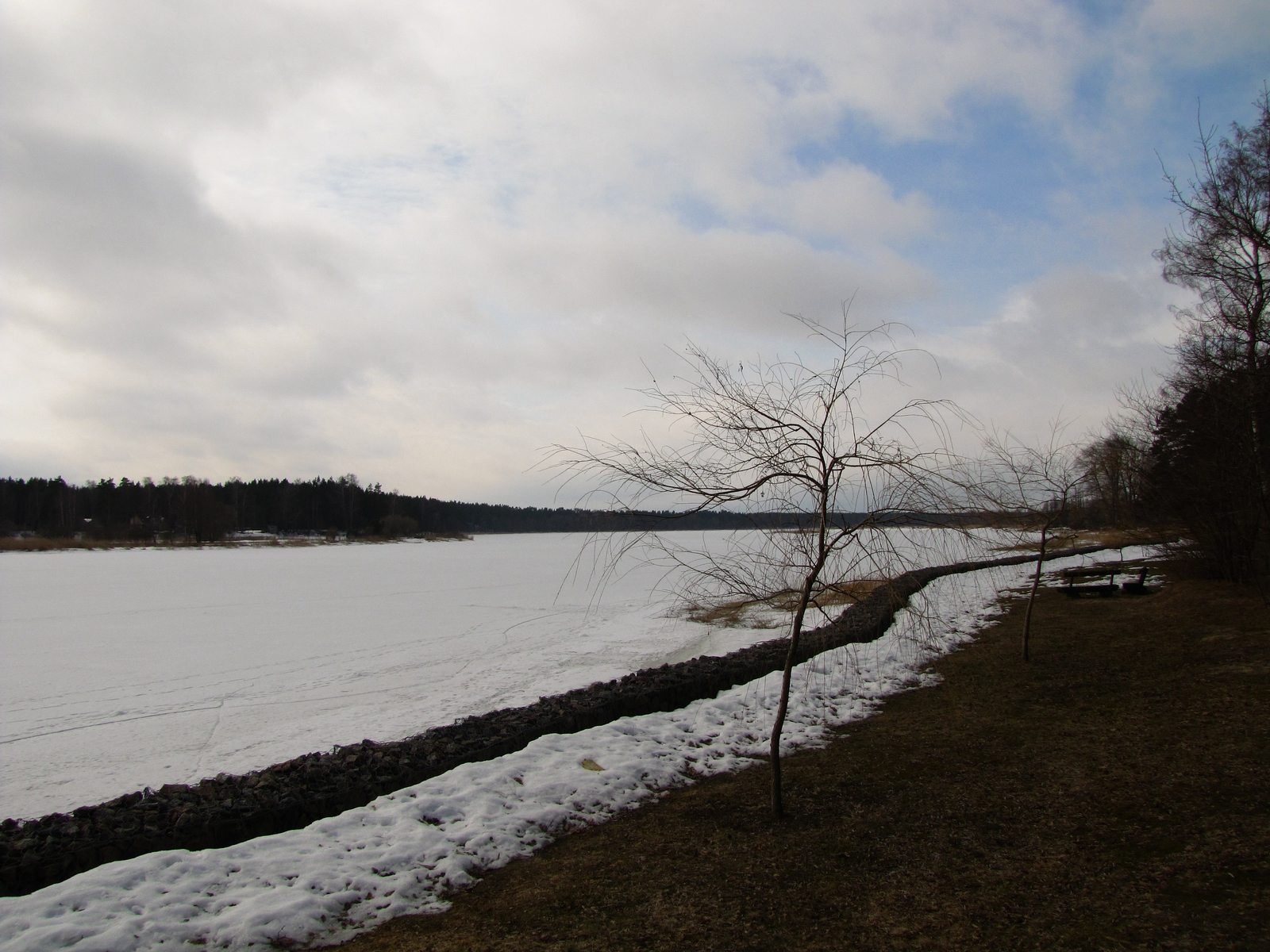
La Lielupe gelée

En janvier 1917, la 12e armée russe, commandée par Radko Dimitriev, reçoit l'ordre d'attaquer la ligne défensive allemande pour reprendre Jelgava (Mitau), capitale du gouvernement de Courlande. L'attaque est menée le 5 janvier par le VIe corps sibérien comprenant les régiments des tirailleurs lettons, alors sujets de l'Empire russe. Les marais, gelés pendant l'hiver, sont accessibles à l'infanterie. Les Russo-Lettons attaquent pendant une tempête de neige, sans préparation d'artillerie, pour bénéficier de l'effet de surprise ; en outre, les Allemands ne s'attendent pas à une attaque pendant ce qui est, pour les Russes, la période des fêtes de Noël. Les attaquants franchissent par endroits la première ligne de défense allemande mais beaucoup d'hommes restent bloqués entre les lignes et meurent gelés pendant la nuit. Le lendemain, le 12e régiment sibérien refuse de repartir à l'assaut. La mutinerie s'étend à d'autres unités des IIe (de) et VIe corps sibériens. Pendant les deux jours suivants, la température descend à −35 °C. Cependant, les 3e et 7e régiments lettons, appuyés par le 53e régiment sibérien, parviennent à percer les lignes allemandes et faire un millier de prisonniers. Mais le commandement russe, privé de réserves par la mutinerie d'une partie de ses troupes, ne peut exploiter ce succès.

## Contre-attaque allemande
La 8e armée allemande, commandée par Friedrich von Scholtz, ne tarde pas à rassembler des réserves d'hommes et d'artillerie. Du 23 au 26 janvier, elle lance une forte contre-attaque et reprend la plus grande partie du terrain perdu. La température descend de nouveau à −38 °C, obligeant les deux camps à interrompre les opérations.

## Conséquences
L'armée russe a perdu 13 000 tués et blessés dont 8 000 tirailleurs lettons. Ces derniers y gagnent une réputation de troupes d'élite mais leurs lourds sacrifices pour un faible gain affectent leur loyauté envers le régime impérial. Parmi les troupes sibériennes, 92 mutins sont fusillés et plusieurs centaines déportés en Sibérie. Ces mutineries constituent un des signes du mécontentement de l'armée et de l'opinion russes qui conduiront à la révolution de février-mars 1917 et à la chute du régime du tsar.

## Sources et bibliographie
- (en) Cet article est partiellement ou en totalité issu de l’article de Wikipédia en anglais intitulé « Christmas Battles » (voir la liste des auteurs) dans sa version du 22 mars 2017.